# Biestável

Circuito Biestável

Em eletrônica, biestável é um sinal dotado de dois estados lógicos estáveis: 0 et 1. A  passagem de um estado a outro não pode ocorrer senão mediante uma ação externa.
Um circuito biestável é um circuito eletrônico que tem dois estados estáveis, de modo que, uma vez que o circuito seja comutado, permanecerá indefinidamente neste estado. 
O circuito pode ser comutado através de um sinal de entrada. Um exemplo de circuito biestável é o flip-flop.